# Mohrsville
Mohrsville es un lugar designado por el censo ubicado en el condado de Berks en el estado estadounidense de Pensilvania. En el Censo de 2010 tenía una población de 383 habitantes y una densidad poblacional de 205,16 personas por km².

## Geografía
Mohrsville se encuentra ubicado en las coordenadas 40°28′49″N 75°58′55″O / 40.48028, -75.98194. Según la Oficina del Censo de los Estados Unidos, Mohrsville tiene una superficie total de 3 km², de la cual 0 km² corresponden a tierra firme y (0%) 0 km² es agua.

## Demografía
Según el censo de 2010, había 383 personas residiendo en Mohrsville. La densidad de población era de 205,16 hab./km². De los 383 habitantes, Mohrsville estaba compuesto por el 92.69% blancos, el 1.31% eran afroamericanos, el 0.26% eran amerindios, el 3.66% eran asiáticos, el 0% eran isleños del Pacífico, el 1.83% eran de otras razas y el 0.26% pertenecían a dos o más razas. Del total de la población el 2.35% eran hispanos o latinos de cualquier raza.